# Lefty Frizzell
Lefty Frizzell, né William Orville Frizzell, est un chanteur et auteur-compositeur américain des années 1950 et partisan des Honky tonk. Il est né le 31 mars 1928 à Corsicana, Texas et mort le 19 juillet 1975 à Nashville, Tennessee. Sa façon de chanter influence les stars Merle Haggard, Willie Nelson, Roy Orbison, George Jones et John Fogerty. Il fait partie du Country Music Hall of Fame.

## Albums
| Date de sortie | Titre                                              |
| -------------- | -------------------------------------------------- |
| 1951           | Songs of Jimmie Rodgers                            |
| 1952           | Listen to Lefty                                    |
| 1959           | One and Only                                       |
| 1964           | Saginaw, Michigan                                  |
| 1965           | Sad Side of Love                                   |
| 1966           | Greatest Hits                                      |
| 1966           | Great Sound                                        |
| 1967           | Mom and Dad's Waltz                                |
| 1968           | Puttin' On                                         |
| 1968           | Signed, Sealed and Delivered                       |
| 1973           | Lefty Frizzell Sings the Songs of Jimmie Rodgers   |
| 1973           | Mark of Time                                       |
| 1974           | The Legendary Lefty Frizzell                       |
| 1975           | Classic Style                                      |
| 1975           | Remembering... The Greatest Hits of Lefty Frizzell |
| 1977           | ABC Collection                                     |
| 1997           | Look What Thoughts Will Do                         |